# Žoharaši
Žoharaši (Dictyoptera; od starogrčkog diktuon "mreža" + pteron "krilo") je nadred kukaca koji uključuje dva reda: Termite, žohare (red Blattaria), te bogomoljke.

## Vanjske poveznice
- Tree of Life Dictyoptera Page  Arhivirana inačica izvorne stranice od 9. siječnja 2014. (Wayback Machine)